# Bulbophyllum lacinulosum
Bulbophyllum lacinulosum là một loài phong lan thuộc chi Bulbophyllum.